# Priotelus
Priotelus is een geslacht van vogels uit de familie trogons (Trogonidae).

## Soorten
Het geslacht kent de volgende soorten:
- Priotelus roseigaster – Hispaniolatrogon
- Priotelus temnurus – Cubaanse trogon